# Электрозаводская улица (Москва)
Электрозаво́дская у́лица (до 19 июня 1929 года — Лавре́нтьевская и Генера́льная улицы) — улица в Преображенском районе Москвы. Начинается от Электрозаводского моста через Яузу, простирается на север до Преображенской улицы. Названа в честь Электрозавода, производителя трансформаторов, основанного в 1928 году. Возникла в конце XVII века в связи с созданием Преображенского полка и учреждением Петром I Генеральной канцелярии. В то время на улицу выходил Нагорный дворец (утрачен). Нумерация домов ведётся от Большой Семёновской улицы (Электрозаводского моста через Яузу).

## История
Река Хапиловка, ныне скрытая в подземной трубе, разделяет Электрозаводскую улицу на две неравные части, долгое время развивавшиеся независимо друг от друга.
Северный, больший отрезок — бывшая Генеральная улица — часть Преображенской солдатской слободы. Название — от петровской Генеральной канцелярии. Генеральная улица — самая западная из четырёх параллельных улиц солдатской слободы, сохранившей по сей день планировку XVIII века.
К югу от Хапиловки лежит сеть переулков через холм, отделяющий речку от Большой Семёновской улицы. Этот участок улицы, поворачивающий на юго-запад, к Яузе, раньше назывался Лаврентьевской улицей. На неё выходит бывшая Введенская площадь, ныне Площадь Журавлёва, образованная в 1800 осушением нижнего Хапиловского пруда по воле Павла I.
В XIX веке территория к югу и западу от Солдатской слободы индустриализуется; практически вся нечетная, западная сторона улицы застроена фабричными корпусами. Крупнейшее здание — Московский электроламповый завод — было спроектировано Г. П. Евлановым в 1914—1917 годах для завода, эвакуированного из Риги под угрозой немецкой оккупации. Изначально завод был задуман как готический замок с окнами-розами и высокими башнями по образцу средневековых ратуш. Гражданская война не позволила завершить этот проект, он был достроен лишь в 1927 году и сохранил готические детали — в урезанном виде — только у главного входа со стороны Введенской площади.
Постепенно фабрики реконструируются под офисы. К северу от Электрозавода до недавних пор располагался Московский шёлковый комбинат имени П. П. Щербакова; на его месте открылся и продолжает строиться бизнес-центр «Лефорт». Сюда из центра переехал крупный кондитерский комбинат «Добрынинский», основанный в 1914 году.

## Примечательные здания
За исключением квартала напротив «Лефорта», в котором стоит обычный панельный дом, Электрозаводская улица сохранила свой образ рабочей окраины, сложившийся в 1950-е годы, после снятия трамвайной линии. Здесь сохранились одноэтажные и двухэтажные дома старой солдатской слободы. Всего на улице находится 61 дом.

### По нечётной стороне
- Электрозаводская улица дом 21-Электрозавод, производитель трансформаторов. Создан в 1928 году. В честь него улица и получила свое название.
- № 1—21 — территория бывшего Московского электролампового завода, в советское время — ведущего производителя ламп накаливания и различных электровакуумных приборов в стране. В годы Великой Отечественной войны здесь было налажено производство радиоламп и электронно-лучевых трубок для передатчиков радиолокационных станций (а на находившемся по соседству трансформаторном заводе делали снаряды для «Катюш» и ремонтировали танки)[1]. В 2007 году производство перенесено в Зеленоград[2].
- № 25—27 — бывший шёлковый комбинат Товарищества шёлковой мануфактуры П. А. Мусси (здание построено в конце XIX века, архитектор В. Г. Залесский). В советское время — Московский шёлковый комбинат имени П. П. Щербакова (на котором в годы Великой Отечественной войны делали парашютную ткань[1]). В начале XXI века производство шёлковых тканей перенесено в Ивантеевку, а в здании по адресу дом 27, стр. 1 с декабря 2006 года располагается Комбинат мучнисто-кондитерских изделий «Добрынинский», переехавший сюда с Добрынинской улицы (ныне — улица Коровий вал)[3][4]. При комбинате имеется кондитерский магазин.
- № 31, стр. 2 — деревянное двухэтажное здание 1880 года постройки.
- № 35 — сохранившаяся одноэтажная застройка.
- № 37/4 — жилой дом, 1-я пол. XIX в.[5]

### По чётной стороне
- Застройка площади Журавлёва.
- № 12 — Особняк В. Д. Носова (1903 год, архитектор Л. Н. Кекушев). Уникальный памятник стиля модерн, выполненный в дереве[6]. Чуть севернее, у железнодорожного переезда через Электрозаводскую железнодорожную ветку сохранилась старинная деревянная железнодорожная будка.
  - стр. 2  памятник архитектуры (вновь выявленный объект)[7] — усадебный каретный сарай (с фрагментом белокаменной стены) — одноэтажное кирпичное строение начала XX века, к которому во второй половине XX века был пристроен двухэтажный объём из силикатного кирпича и железобетона. Построен, как и деревянный главный дом усадьбы, по проекту архитектора Л. Н. Кекушева в 1903 году. В конструкцию одноэтажного кирпичного здания включена белокаменная подпорная стена, а в оформление фасадов — белокаменные декоративные элементы.[8] Состояние здания неудовлетворительное, налицо трещины в кладке, выпадение кирпичей, выветривание раствора. Кровля частично обрушилась, деревянные элементы стропильной конструкции поражены грибком. Ситуация осложняется тем, что усадьба разделена на участки федеральной (главный дом) и московской (каретный сарай) собственности, а также тем, что двухэтажная поздняя пристройка имеет собственника[8]. В 2015 годах каретный сарай неоднократно выставлялся на торги по городской программе льготной аренды «рубль за квадратный метр»[9][10], но не нашел покупателя[8].
- № 14, стр. 4 — Жилой дом (1899—1900, архитектор В. Н. Елагин; 2000-е), ныне — административное здание[5].
- № 20, 20, стр. 3 — производственный корпус кондитерской фабрики В. Ф. Тиде (1907, архитектор В. Ф. Жигардлович; 1940—1950; 2000-е)[5].
- № 24, 28, 36, 52 — двух-трехэтажная старая застройка.

### Галерея

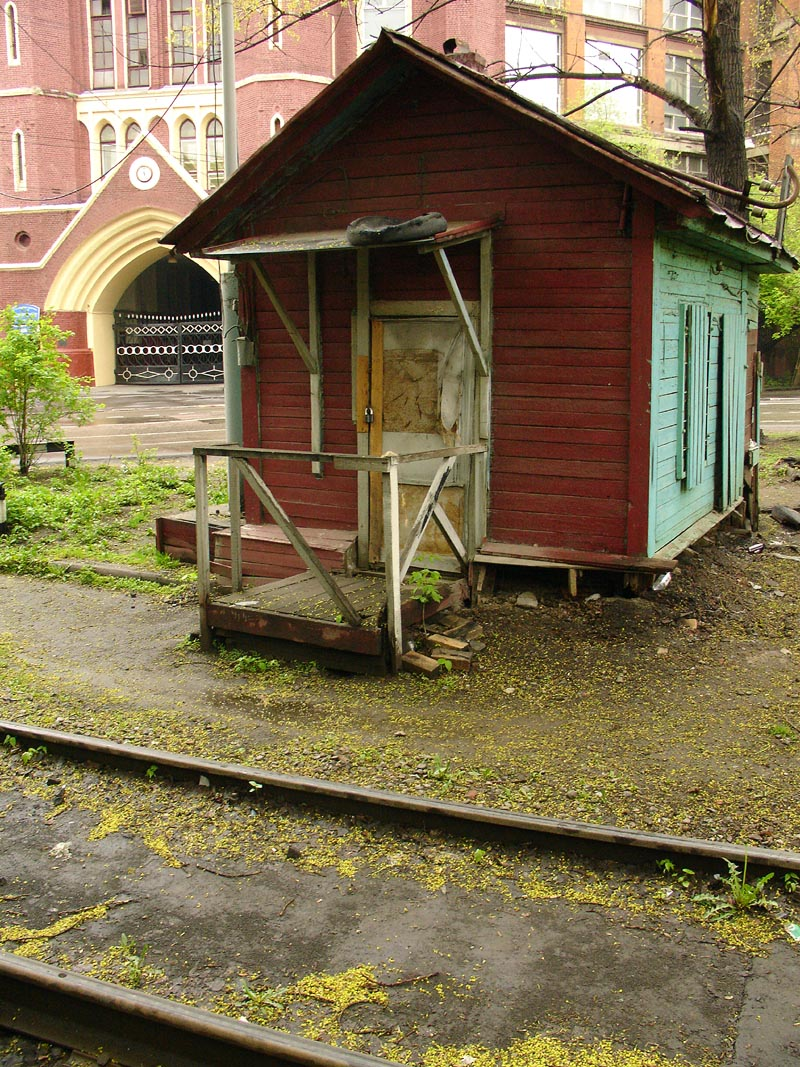
Железнодорожный переезд у Электрозавода
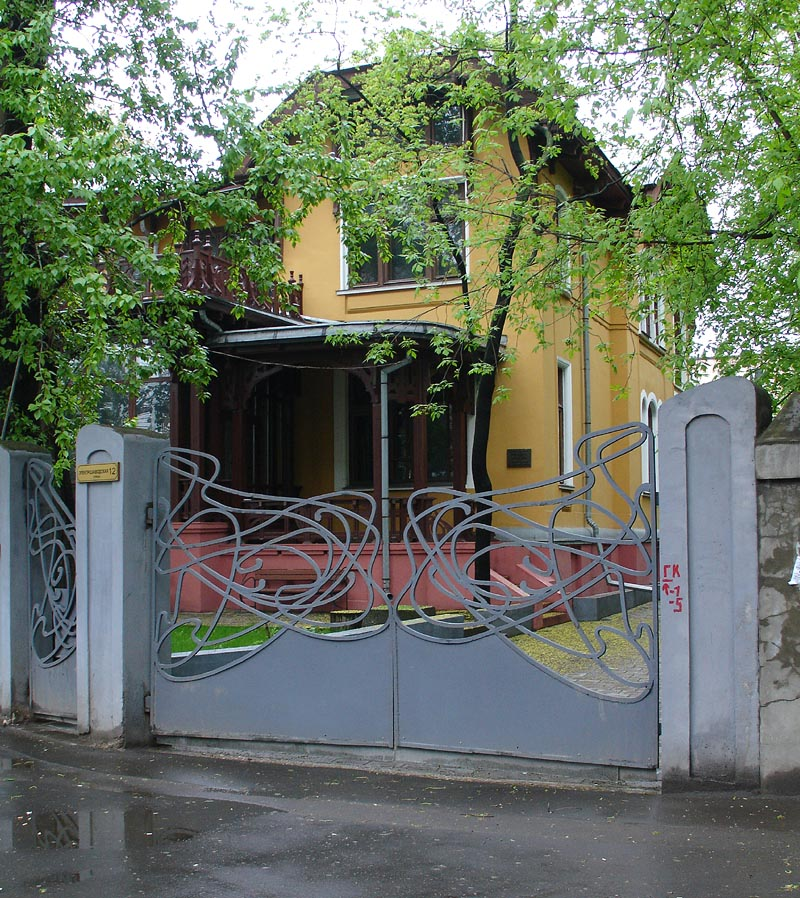
№ 12, особняк Носова (1903, архитектор Л. Н. Кекушев)
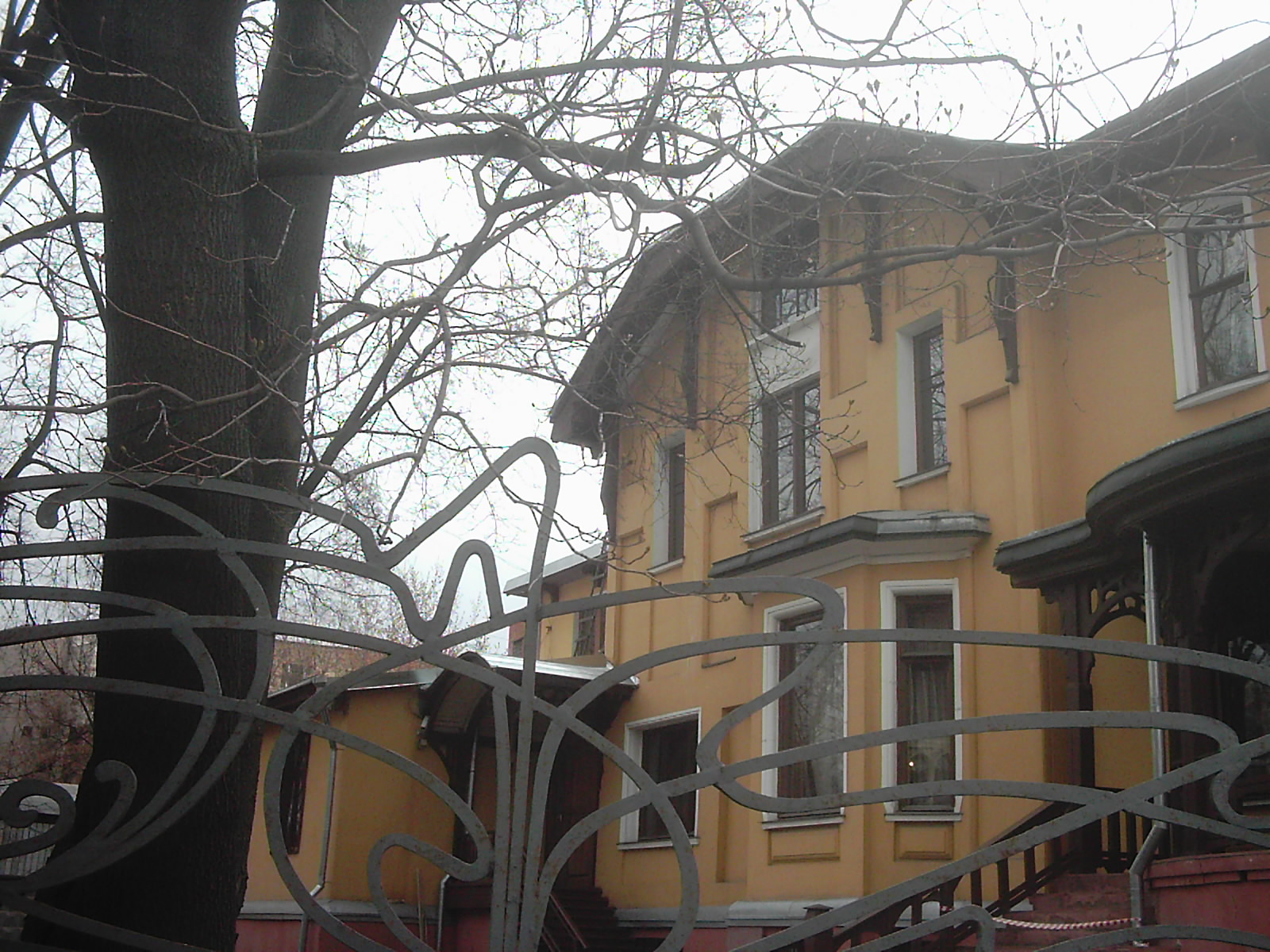
№ 12, особняк Носова, торец здания
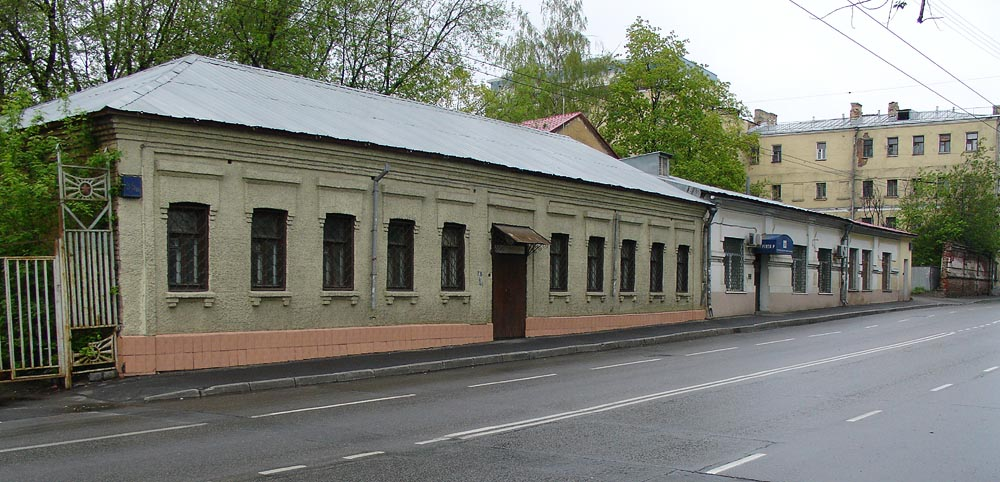
№ 35, сохранившаяся одноэтажная застройка
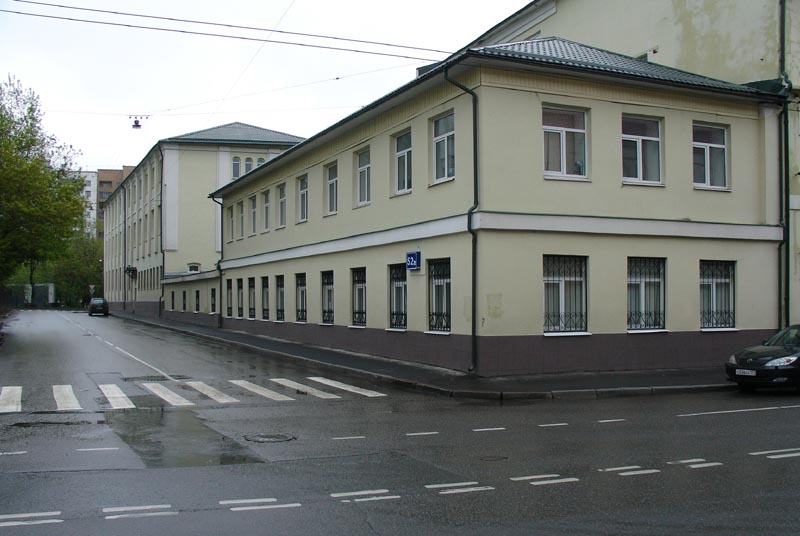
Двухэтажная застройка на пересечении с Палочным переулком

## Транспорт

### Ближайшие станции метро
- Преображенская площадь — в сторону Преображенской площади.
- Электрозаводская и  Электрозаводская — в сторону Электрозаводского моста.

### Наземный транспорт
По улице проходят автобусные маршруты № 604, 171. Остановки:
- «Улица Титова»;
- «Второй Электрозаводский переулок»;
- «Первый Электрозаводский переулок»;
- «Площадь Журавлёва»;
- «Электрозаводский мост» (конечная).

### Железнодорожный транспорт
- Платформа «Электрозаводская» Казанского направления МЖД.